# Hollywood Arts

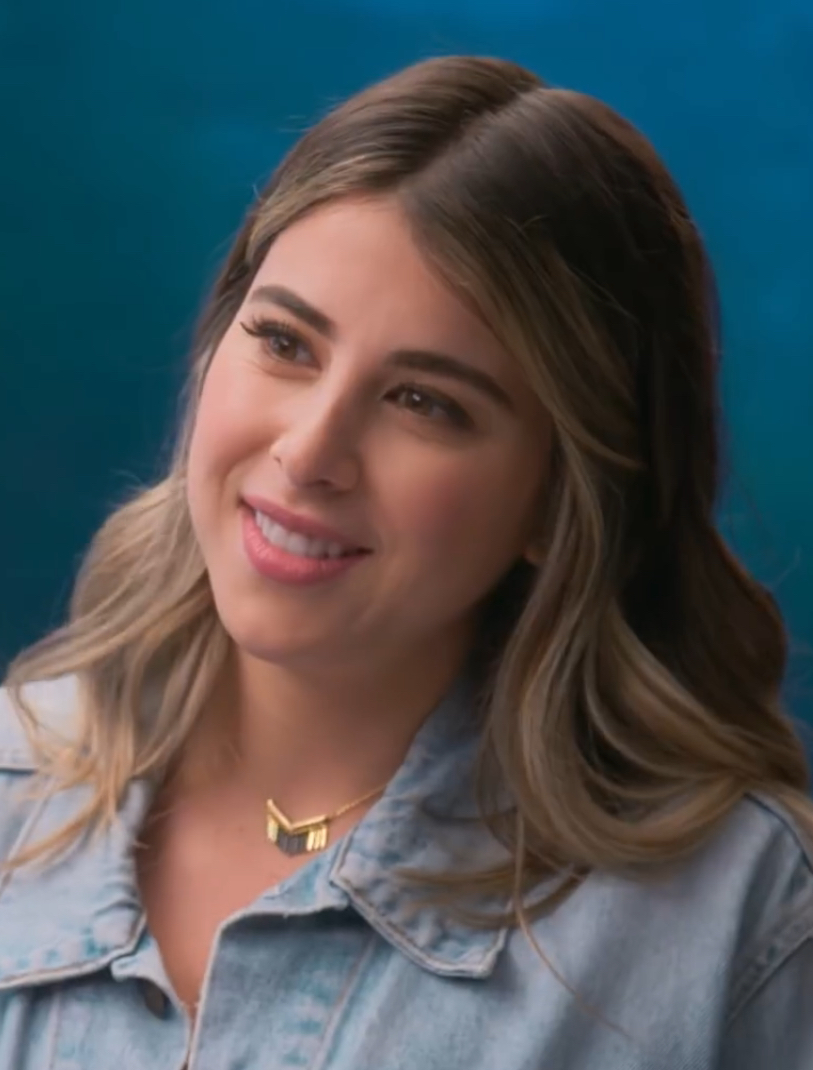
Daniella Monet

Hollywood Arts (tytuł roboczy) – amerykański młodzieżowy serial telewizyjny, nadchodzący spin-off kultowego Victoria znaczy zwycięstwo. Został oficjalnie zapowiedziany 6 lutego 2025 roku. Za jego produkcję odpowiada Nickelodeon.

## Fabuła
Kiedy borykająca się z trudnościami aktorka Trina Vega powraca do swojej dawnej szkoły Hollywood Arts jako niewykwalifikowana nauczycielka na zastępstwie, inspiruje i zderza się z nowym pokoleniem ambitnych i ekscentrycznych uczniów.

## Obsada
- Trina Vega (Daniella Monet), która wraca na swoje stare rejony jako nowa nauczycielka w najbardziej elitarnej szkole artystycznej w Hollywood[2][5]

## Produkcja
Nickelodeon oficjalnie zapowiedziało produkcję serialu 6 lutego 2025 roku, tym samym potwierdzając powrót Danielli Monet do swojej roli oraz odpowiadanie za produkcję wykonawczą obok Jake'a Farrowa i Samanthy Martin. Ogłoszono również, że twórca Victorii znaczy zwycięstwo Dan Schneider nie ma żadnego udziału w tworzeniu spin-offu.
Nagrania rozpoczęły się 1 czerwca 2025 w Los Angeles, a zakończą się po czterech miesiącach, w październiku.
Na ten moment nie wiadomo, czy reszta głównej obsady serialu Victoria znaczy zwycięstwo pojawi się w spin-offie.
Hollywood Arts ma być dostępny do oglądania na Nickelodeon i Paramount+.